# Upeneus davidaromi
Upeneus davidaromi is een straalvinnige vissensoort uit de familie van zeebarbelen (Mullidae). De wetenschappelijke naam van de soort is voor het eerst geldig gepubliceerd in 2001 door Golani.